# Lige på kornet (film)
 For alternative betydninger, se Lige på kornet. (Se også artikler, som begynder med Lige på kornet)
Lige på kornet (engelsk originaltitel In the Line of the Fire) er en amerikansk actionfilm fra 1993 instrueret af Wolfgang Petersen med Clint Eastwood og John Malkovich i hovedrollerne. Filmens manuskript er udarbejdet af Jeff Maguire og handler om en Secret Service-agent (Eastwood), der selv ca. 30 år efter drabet på John F. Kennedy i Dallas, Texas i 1963, er psykisk påvirket af, at han ikke lykkedes med at redde præsidentens liv. Malkovich kender hans svaghed og forsøger at udnytte den til sit eget formål. Rollelisten omfatter også Rene Russo, Dylan McDermott, Gary Cole, John Mahoney og Fred Thompson. Filmen var en samproduktion mellem Columbia Pictures og Castle Rock Entertainment med Columbia som distributør.
Eastwood og Petersen havde oprindelig tilbudt rollen, der tilfaldt Malkovich til Robert De Niro, som matte afslå, fordi optagelsestidspunktet ville komme i konflikt med indspilningen af A Bronx Tale. Lige på kornet var den sidste film, Eastwood spillede hovedrollen i, uden selv at have instrueret indtil 2012's Trouble with the Curve.

## Plot
To United States Secret Service agenter Frank Horrigan og Al D'Andrea møder nogle medlemmer a fen bande bedragere ved en marina. Bandens leder Mendoza fortæller Horrigan, at han har afsløret  D'Andrea som en undercover agent og tvinger Horrigan til at bevise sin loyalitet med banden ved at skyde D'Andrea I hovedet. Horrigan skyder i stedet Mendozas håndlangere, identificerer sig som agent og arresterer Mendoza. 
Under en undersøgelse af en tilsyneladende forladt lejlighed finder Horrigan flere artikler og fotografier af  berømte lejemord. Da han senere sammen med sin kompagnon vender tilbage, efter at have fået en ransagningskendelse, er der blot et fotografi tilbage, som viser en ung Horrigan, der står bag John F. Kennedy i Dallas i 1963.  Dette rammer Horrigan hårdt, ide than er den eneste tilbageværende agent, som var med til at beskytte præsidenten på drabsdagen. Skyldfølelsen over, at han ikke reagerede hurtigt nok på det første skud, og skammen over, at han ikke beskyttede Kennedy mod den fatale kugle, har fået Horrigan til at drikke tæt og samtidig betydet, at hans kone forlod ham med deres fælles børn.
Horrigan modtager en opringning fra en person, der kalder sig "Booth". Han siger, at han ligesom  John Wilkes Booth  og Lee Harvey Oswald planlægger at dræbe præsidenten,some r I gang med sin genvalgskampagne. Horrigan anmoder om at vende tilbage I tjeneste, og da det bliver accepteret af ledelsen, får han en partner, Lilly Raines, som han indleder et forhold til.
Booth vedbliver at ringe Horrigan op i forbindelse med det spil, han inviterer agenten til at deltage i. Ved et vælgermøde i Chicago sender han en ballon mod Horrigan, som misforstår braget, da den springer, med et revolverskud. Selv om han bliver fjernet fra beskyttelsen af præsidenten, får  Horrigan og hans partner D'Andrea lov til at efterforske sagen. De opdager, at Booth  virkeligheden er Mitch Leary,  en forhenværende agent, der har fået et nervesammenbrud.  Under jagten på denne bliver D'Andrea, hvorefter Horrigan, optændt af hævntørst, jager snigskytten alene.
Horrigan opsporer Leary på et hotel, hvor der er planlagt en middag for præsidenten. Horrigan, der bærer skudsikker vest, opdager Leary, da denne nærmer sig præsidenten og springer ind foran denne og rammes af kuglen, beskyttet af vesten. Den efterfølgende jagt ender ved en udvendig elevator, hvor Leary, der opdager, at der er skarpskytter overalt, selv springer I døden. 
Horrigan, som nu er anerkendt som helt, går på pension.  Han og Raines besøger I slutscenen Lincoln Memorial.

## Medvirkende
- Clint Eastwood som agent Frank Horrigan
- John Malkovich som Mitch Leary
- Rene Russo som Lilly Raines
- Dylan McDermott som Al D'Andrea, Franks partner.
- Gary Cole som Bill Watts, Franksoverordnede.
- Fred Thompson som Harry Sargent, sikkerhedschef I Det hvide hus.
- John Mahoney som Secret Service Director Sam Campagna.
- Gregory Alan Williams som Matt Wilder
- Jim Curley som præsidenten
- Sally Hughes som præsidentens hustru

### Priser
- 1994 Academy Award Nomination for Best Actor in a Supporting Role (John Malkovich)
- 1994 Academy Award Nomination for Best Film Editing (Anne V. Coates)
- 1994 Academy Award Nomination for Best Writing, Screenplay (Jeff Maguire)
- 1994 ASCAP Award for Top Box Office Films (Ennio Morricone) Won
- 1994 BAFTA Film Award Nomination for Best Actor in a Supporting Role (John Malkovich)
- 1994 BAFTA Film Award Nomination for Best Editing (Anne V. Coates)
- 1994 BAFTA Film Award Nomination for Best Screenplay (Jeff Maguire)
- 1994 Chicago Film Critics Association Award Nomination for Best Supporting Actor (John Malkovich)
- 1994 Golden Globe Award Nomination for Best Performance by an Actor in a Supporting Role (John Malkovich)
- 1994 MTV Movie Award Nomination for Best Villain (John Malkovich)[5][6]
- AFI's 100 Years...100 Heroes and Villains (2003):
- Mitch Leary – Nominated Villain